# FK Chmel Blšany
FK Chmel Blšany (celým názvem: Fotbalový klub Chmel Blšany) byl český fotbalový klub, který sídlil ve městě Blšany nedaleko Podbořan v Ústeckém kraji. Založen byl v roce 1946 pod názvem Sokol Blšany. Svůj poslední název nesl od roku 1992. V letech 1998–2006 působil v české nejvyšší fotbalové soutěži jako zástupce nejmenšího sídla v historii československé a české ligy. Po sestupu z nejvyšší soutěže začal fotbalový klub ve městě postupně upadat. Vše vyvrcholilo v roce 2016 jeho konečným zánikem. Klubové barvy byly modrá a žlutá.
Své domácí zápasy odehrával na stadionu FK Chmel Blšany s kapacitou 2 300 diváků.

## Historie
18. ledna 1946 devět lidí v místním hostinci vybralo 2700 Kčs, za které nakoupili dresy, a dali tak vzniknout Sokolu Blšany. V padesátých, šedesátých a sedmdesátých letech se klub pohyboval na nejnižších patrech soutěžní fotbalové hierarchie. V polovině 70. let začal za Blšany chytat pozdější předseda ČMFS František Chvalovský, jenž se stal v 80. letech také funkcionářem klubu, a pod jeho vedením zaznamenaly Blšany vzestup. V roce 1985 se klub přejmenoval na TJ JZD Blšany, a v roce 1988 přišel postup do divize, čtvrté nejvyšší soutěže. O další tři roky později klub postoupil do třetí ligy. V témže ročníku se klub přejmenoval na SK Chmel Blšany, v roce 1992 pak na FK Chmel Blšany. V roce 1993 postoupily Blšany do 2. ligy a v roce 1998 dokonce do první, kterou hrály dalších 8 let. Nejúspěšnější sezonou se stala hned ta úvodní, když v ročníku 1998/1999 skončilo mužstvo 6. pozici v tabulce. Další léta již nebyla tak úspěšná, klub obvykle bojoval o záchranu ligy. I když bylo pro vesnický klub velice těžké udržet se mezi fotbalovou elitou, zvláště v době, kdy peníze hrají zásadní roli, stále se to dařilo. Až v roce 60. výročí založení klubu, tedy v sezoně 2005/06, se již nepovedlo 1. ligu udržet. Tým skončil poslední a sestoupil do 2. ligy.
V sezoně 2006/07 tedy hrály Blšany druhou ligu se zajištěnou spoluprací s prvoligovým Mostem. Po podzimu sice skončily poslední, ale přes zimu výrazně posílily a výborné jaro vytáhlo Chmel na konečné 8. místo. Zadlužený klub však nedostal po skončení sezony licenci na další ročník druhé ligy a byl administrativně přeřazen do ČFL. Kádr se rozpadl a spolupráce s Mostem se zmenšila. V létě 2007 hráči prakticky neměli letní přípravu, tým musel být doplňován o dorostence. Výsledkem byl podzim 2007, ve kterém mužstvo pod vedením trenéra Jana Štefka získalo jen 9 bodů v 17 zápasech a skončilo jasně poslední. Na jaře 2008 následoval pád do divize. Na jaře si v klubu zahráli například Pavel Veleba či Dušan Tesařík.
Do divize nastoupilo mužstvo na podzim 2008 většinou s mladými hráči, přeřazenými z dorostu, a v této části sezóny za Blšany nastupovali např. Martin Vlk, Dan Podroužek, Pavel Korupa či juniorský reprezentační brankář Jakub Machynek. Po skončení podzimní části byly Blšany i v divizi poslední v tabulce. Na jaře roku 2009 přišla nová blšanská éra. O skomírající tým a blšanský areál se začaly zajímat tři důležité osoby: Horst Siegl, Josef Němec a Jaroslav Janoušek. Do jara 2010 vstoupilo do divize úplně jiné mužstvo, vedené touto trojicí. Díky administrativnímu odpočtu 3 bodů z podzimu následoval pád do krajského přeboru. Za Blšany tento ročník nastupovali internacionálové Horst Siegl, Josef Němec, Pavel Mráz, Zdeněk Svoboda, Michal Horňák, Jan Klíma, Radek Čížek a také sportovní redaktor Ondřej Lípa.
Na jaře 2015 se FK Chmel Blšany dohodl na spolupráci s Českou asociací fotbalových hráčů (ČAFH) a klub přišel vést někdejší fotbalový brankář a zároveň sportovní ředitel ČAFH, Dominik Rodinger. Dohoda spočívala v příchodu hráčů bez angažmá do Blšan, takže do klubu přišli bývalí ligoví hráči, např. Vlastimil Vidlička, Jiří Böhm, Tomáš Pilař, Michal Zeman a jiní. Blšanům pomáhal vydatně i „klan“ Ličků. Verner Lička vše zastřešoval, Marcel byl trenérem a Mario Lička za Blšany hrál. Finanční odpovědnost měly nést Blšany, avšak i platby za cestovní doklady a různé příspěvky dle dohody se ukázaly být nad rámec možností zchudlého bývalého ligového celku z ani ne tisícové vesnice.
Díky tomu nastaly hned v sezóně 2016/17 Ústeckého krajského přeboru značné problémy. FK Chmel Blšany po úvodních dvou kolech nedokázal složit ani základní jedenáctku a po dalších dvou kontumacích za nenastoupení k zápasu byly Blšany vyřazeny z ročníku krajského přeboru.

### Aféra s nezaplacenými penězi a fotbalová arbitráž 2016
Sportovní ředitel ČAFH Dominik Rodinger vysvětlil problémy Blšan v sezóně 2015/16 neplacením závazků vůči hráčům, poskytnutých ČAFH. Tým se kvůli těmto skutečnostem zcela rozložil a výsledkem byla například prohra 0:24 v Modré, kdy klub narychlo registroval nové sportovce „z ulice“. Dohoda s hráčskou asociací, jež vznikla na jaře 2015, však fungovala jen zhruba do listopadu, kdy potíže s neplněním závazku ze strany klubu vrcholily, když od září museli sami hráči ze svého přispívat na chod klubu, avšak za těchto podmínek jim brzy došla trpělivost. Přes zimní přestávku došlo k přislíbení uhrazení dlužných částek hráčům a uklidnění situace, ale jen na chvíli. Hráči údajně místo toho dostali pokuty za porážky s Modlany a v Žatci, proto hrozil odchod trenéra Ličky i Rodingera, a spolu s nimi i sedmnácti z dvaceti hráčů. Klub následně pokuty zrušil, aby měl jarní část s kým odehrát, avšak slíbené peníze hráčům stále neproplácel, a tak většina hráčů skutečně z klubu během jara odešla a na klub podali návrh na svazovou arbitráž.

## Historické názvy
Zdroj: 
- 1946 - 1966 – Sokol Blšany
- 1966 - 1985 -- TJ Sokol Blšany
- 1985 - 1990 – TJ JZD Blšany (Tělovýchovná jednota Jednotného zemědělského družstva Blšany)
- 1990 - 2016 – FK Chmel Blšany

## Umístění v jednotlivých sezonách
Stručný přehled
Zdroj: 
- 1987–1988: Severočeský krajský přebor
- 1988–1990: Divize B
- 1990–1991: 2. ČNFL – sk. A
- 1991–1993: Česká fotbalová liga
- 1993–1998: 2. liga
- 1998–2006: 1. liga
- 2006–2007: 2. liga
- 2007–2008: Česká fotbalová liga
- 2008–2009: Divize B
- 2009–2011: Přebor Ústeckého kraje
- 2011–2012: Divize B
- 2012–2016: Přebor Ústeckého kraje

Jednotlivé ročníky
Zdroj: 
Legenda: Z - zápasy, V - výhry, R - remízy, P - porážky, VG - vstřelené góly, OG - obdržené góly, +/- - rozdíl skóre, B - body, červené podbarvení - sestup, zelené podbarvení - postup, fialové podbarvení - reorganizace, změna skupiny či soutěže
| Československo (1987 – 1993) |                            |        |                                                      |                                                      |                                                      |                                                      |                                                      |                                                      |                                                      |                                                      |        |
| Sezóny                       | Liga                       | Úroveň | Z                                                    | V                                                    | R                                                    | P                                                    | VG                                                   | OG                                                   | +/-                                                  | B                                                    | Pozice |
| 1987/88                      | Severočeský krajský přebor | 5      | ...                                                  | ...                                                  | ...                                                  | ...                                                  | ...                                                  | ...                                                  | ...                                                  | ...                                                  | 1.     |
| 1988/89                      | Divize B                   | 4      | 34                                                   | 13                                                   | 10                                                   | 7                                                    | 54                                                   | 37                                                   | +17                                                  | 36                                                   | 3.     |
| 1989/90                      | Divize B                   | 4      | 30                                                   | 20                                                   | 3                                                    | 7                                                    | 75                                                   | 36                                                   | +39                                                  | 43                                                   | 1.     |
| 1990/91                      | 2. ČNFL – sk. A            | 3      | 30                                                   | 12                                                   | 8                                                    | 10                                                   | 43                                                   | 39                                                   | +4                                                   | 32                                                   | 9.     |
| 1991/92                      | Česká fotbalová liga       | 3      | 34                                                   | 18                                                   | 9                                                    | 7                                                    | 79                                                   | 39                                                   | +40                                                  | 45                                                   | 2.     |
| 1992/93                      | Česká fotbalová liga       | 3      | 34                                                   | 24                                                   | 4                                                    | 6                                                    | 83                                                   | 21                                                   | +62                                                  | 52                                                   | 1.     |
| Česko (1993 – 2016)          |                            |        |                                                      |                                                      |                                                      |                                                      |                                                      |                                                      |                                                      |                                                      |        |
| Sezóny                       | Liga                       | Úroveň | Z                                                    | V                                                    | R                                                    | P                                                    | VG                                                   | OG                                                   | +/-                                                  | B                                                    | Pozice |
| 1993/94                      | 2. liga                    | 2      | 30                                                   | 12                                                   | 7                                                    | 11                                                   | 42                                                   | 38                                                   | +4                                                   | 31                                                   | 7.     |
| 1994/95                      | 2. liga                    | 2      | 34                                                   | 13                                                   | 9                                                    | 12                                                   | 49                                                   | 45                                                   | +4                                                   | 48                                                   | 10.    |
| 1995/96                      | 2. liga                    | 2      | 30                                                   | 8                                                    | 13                                                   | 9                                                    | 28                                                   | 31                                                   | -3                                                   | 35                                                   | 11.    |
| 1996/97                      | 2. liga                    | 2      | 30                                                   | 11                                                   | 10                                                   | 9                                                    | 38                                                   | 29                                                   | +9                                                   | 43                                                   | 5.     |
| 1997/98                      | 2. liga                    | 2      | 28                                                   | 21                                                   | 3                                                    | 4                                                    | 64                                                   | 17                                                   | +47                                                  | 66                                                   | 1.     |
| 1998/99                      | Gambrinus liga             | 1      | 30                                                   | 12                                                   | 6                                                    | 12                                                   | 48                                                   | 44                                                   | +4                                                   | 42                                                   | 6.     |
| 1999/00                      | Gambrinus liga             | 1      | 30                                                   | 10                                                   | 7                                                    | 13                                                   | 28                                                   | 45                                                   | -17                                                  | 37                                                   | 10.    |
| 2000/01                      | Gambrinus liga             | 1      | 30                                                   | 10                                                   | 10                                                   | 10                                                   | 35                                                   | 35                                                   | 0                                                    | 40                                                   | 10.    |
| 2001/02                      | Gambrinus liga             | 1      | 30                                                   | 8                                                    | 5                                                    | 17                                                   | 35                                                   | 51                                                   | -16                                                  | 29                                                   | 14.    |
| 2002/03                      | Gambrinus liga             | 1      | 30                                                   | 7                                                    | 7                                                    | 16                                                   | 28                                                   | 39                                                   | -11                                                  | 28                                                   | 14.    |
| 2003/04                      | Gambrinus liga             | 1      | 30                                                   | 8                                                    | 6                                                    | 16                                                   | 34                                                   | 54                                                   | -20                                                  | 30                                                   | 13.    |
| 2004/05                      | Gambrinus liga             | 1      | 30                                                   | 7                                                    | 11                                                   | 12                                                   | 25                                                   | 38                                                   | -13                                                  | 32                                                   | 12.    |
| 2005/06                      | Gambrinus liga             | 1      | 30                                                   | 5                                                    | 11                                                   | 14                                                   | 22                                                   | 44                                                   | -22                                                  | 26                                                   | 16.    |
| 2006/07                      | 2. liga                    | 2      | 30                                                   | 11                                                   | 5                                                    | 14                                                   | 27                                                   | 33                                                   | -6                                                   | 38                                                   | 8.     |
| 2007/08                      | Česká fotbalová liga       | 3      | 34                                                   | 4                                                    | 4                                                    | 26                                                   | 25                                                   | 95                                                   | -70                                                  | 16                                                   | 18.    |
| 2008/09                      | Divize B                   | 4      | 30                                                   | 10                                                   | 4                                                    | 16                                                   | 43                                                   | 66                                                   | -23                                                  | 34                                                   | 14.    |
| 2009/10                      | Přebor Ústeckého kraje     | 5      | 30                                                   | 18                                                   | 2                                                    | 10                                                   | 94                                                   | 56                                                   | +38                                                  | 56                                                   | 3.     |
| 2010/11                      | Přebor Ústeckého kraje     | 5      | 30                                                   | 15                                                   | 5                                                    | 10                                                   | 55                                                   | 41                                                   | +14                                                  | 50                                                   | 3.     |
| 2011/12                      | Divize B                   | 4      | 30                                                   | 1                                                    | 3                                                    | 26                                                   | 23                                                   | 111                                                  | -88                                                  | 6                                                    | 16.    |
| 2012/13                      | Přebor Ústeckého kraje     | 5      | 30                                                   | 15                                                   | 6                                                    | 9                                                    | 77                                                   | 62                                                   | +15                                                  | 45                                                   | 7.     |
| 2013/14                      | Přebor Ústeckého kraje     | 5      | 30                                                   | 13                                                   | 2 / 2                                                | 13                                                   | 72                                                   | 60                                                   | +12                                                  | 45                                                   | 8.     |
| 2014/15                      | Přebor Ústeckého kraje     | 5      | 30                                                   | 10                                                   | 4 / 2                                                | 14                                                   | 64                                                   | 89                                                   | -25                                                  | 40                                                   | 11.    |
| 2015/16                      | Přebor Ústeckého kraje     | 5      | 30                                                   | 14                                                   | 0 / 1                                                | 13                                                   | 72                                                   | 99                                                   | -27                                                  | 45                                                   | 11.    |
| 2016/17                      | Přebor Ústeckého kraje     | 5      | Klub byl po 4 odehraných kolech vyloučen ze soutěže. | Klub byl po 4 odehraných kolech vyloučen ze soutěže. | Klub byl po 4 odehraných kolech vyloučen ze soutěže. | Klub byl po 4 odehraných kolech vyloučen ze soutěže. | Klub byl po 4 odehraných kolech vyloučen ze soutěže. | Klub byl po 4 odehraných kolech vyloučen ze soutěže. | Klub byl po 4 odehraných kolech vyloučen ze soutěže. | Klub byl po 4 odehraných kolech vyloučen ze soutěže. | 16.    |

Poznámky
- 2013/14: Od sezony 2013/14 se hraje v Ústeckém kraji tímto způsobem: Pokud zápas skončí nerozhodně, kope se penaltový rozstřel. Jeho vítěz bere 2 body, poražený pak jeden bod. Za výhru po 90 minutách jsou 3 body, za prohru po 90 minutách není žádný bod.
- 2016/17: Blšany po úvodních dvou kolech nedokázaly složit ani základní jedenáctku, po dalších dvou kontumacích za nenastoupení k zápasu byly Blšany z Krajského přeboru vyřazeny.

## Klubové úspěchy
- Nejlepší umístění – 6. místo v Gambrinus lize – 1998/99
- Semifinále Poháru ČMFS – 2001
- Semifinále Poháru Intertoto – 2000, 2001

## Legendy klubu
- Roman Hogen
- Patrik Gedeon
- Luděk Zelenka
- Aleš Chvalovský
- Petr Čech
- Jan Velkoborský
- Martin Müller
- Jan Šimák
- Tomáš Pešír
- Václav Drobný
- Bartolomej Juraško
- Karel Tichota
- Josef Kučera

## Přehled výsledků v evropských pohárech
| Sezóna | Soutěž                       | Soupeř           | 1. zápas | 2. zápas | Celkem |
| ------ | ---------------------------- | ---------------- | -------- | -------- | ------ |
| 2000   | Pohár Intertoto (2. kolo)    | FK Dněpr Mohylev | 6:2      | 2:0      | 8:2    |
|        | Pohár Intertoto (3. kolo)    | PS Kalamata      | 5:0      | 3:0      | 8:0    |
|        | Pohár Intertoto (semifinále) | SK Sigma Olomouc | 1:3      | 0:0      | 1:3    |
| 2001   | Pohár Intertoto (3. kolo)    | FK Pobeda Prilep | 0:0      | 1:0      | 1:0    |
|        | Pohár Intertoto (semifinále) | Brescia Calcio   | 1:2      | 2:2      | 3:4    |